# لشکر ۶ پیاده (ایالات متحده آمریکا)
لشکر ۶ پیاده (انگلیسی: 6th Infantry Division) لشکر پیاده‌نظام نیروی زمینی ایالات متحده آمریکا است، که در سال ۱۹۱۷ تأسیس شد و در سال ۱۹۹۴ منحل گردید.
یک لشکر پیاده نظام ارتش ایالات متحده بود که در جنگ جهانی اول، جنگ جهانی دوم و سال‌های پایانی جنگ سرد فعال بود. این لشکر که با نام «ستاره سرخ» شناخته می‌شد، قبلاً «ششم دیدبان» نامیده می‌شد. هنگامی که گمان می‌رفت این لشکر ممکن است به ویتنام اعزام شود، لقب تحقیرآمیز «لشکر یهودیان کمونیست» به آن داده شد. هنگامی که گردان اول، هنگ ۵۰۱ پیاده در دهه ۱۹۹۰ به آن ملحق شد، این لشکر با لقب تحقیرآمیز دیگر «یهودیان جهنده» شناخته می‌شد. شش گوشه ستاره در نشان شناسایی آن به نامگذاری عددی این واحد اشاره دارد.